# عشق ۱۰۱
عشق ۱۰۱ یک مجموعه تلویزیونی در ژانر درام نوجوان ترکی با بازی مرت یازیجی‌اوغلو، کوبیلای آکا، آلینا بوز، صلاح‌الدین پاشالی، ایپک فیلیز یازیجی، پینار دنیز و کان اورگانجی‌اوغلو است. فصل اول آن که از ۸ قسمت تشکیل شده‌است به نویسندگی و کارگردانی احمد کاتیکسیز و توسط مریچ آجمی و دستان سدولی ساخته شده‌است. این سریال در ۲۴ آوریل ۲۰۲۰ برای پخش در شبکه نتفلیکس در دسترس قرار گرفت و در ۲۷ دسامبر ۲۰۲۰ به پایان رسید. سری دوم این مجموعه  در ۲۴ آپریل ۲۰۲۱شروع شد و در ۳۰ دسامبر ۲۰۲۱ به پایان رسید. 

## داستان
داستان از امروز در استانبول آغاز می‌شود، وقتی زنی به نام ایشیک (باده ایشچیل) وارد خانه‌ای قدیمی می‌شود. در آنجا او گذشته و دوستان دوران جوانی خود را به یاد می‌آورد.
در سال ۱۹۹۸، گروهی از جوانان (ادا، عثمان، سینان و کرم) که در مدرسه‌ای از استانبول تحصیل می‌کنند به دلیل رفتار ضعیف در معرض خطر محرومیت هستند. آن‌ها با همکلاسی‌های خود بسیار متفاوت هستند و بنابراین بسیار تنهایی هستند. یک مدیر و اکثر معلمان مخالف آن‌ها هستند و تنها کسی به نام بورجو (پینار دنیز) تمام تلاش خود را برای محافظت از جوانان انجام می‌دهد. با این حال، آن‌ها دریافتند که بورجو در حال جابجایی است و این بدان معنی است که همه آن‌ها پس از عزیمت وی مستثنا می‌شوند. برای جلوگیری از این امر، دانشجویان متحد می‌شوند و نقشه می‌کشند: آن‌ها باعث می‌شوند که بورجو عاشق شود تا او در استانبول بماند. طبق قانون، وی پس از ازدواج قادر خواهد بود به تنهایی محلی برای کار خود انتخاب کند. آنها از ایشیک، دانش آموز عالی و دختری با قلب بزرگ کمک می‌خواهند. به زودی او بخشی از شرکت آن‌ها می‌شود. این اتحادیه به دانش‌آموزان کمک می‌کند تا بهتر پیشرفت کنند، خودشان را درک کنند، اهمیت دوستی واقعی را دریابند، عشق و شیوه خاص خود را در زندگی پیدا کنند. در عین حال، برنامه آن‌ها به بورجو کمک می‌کند تا چشم‌انداز خود را از زندگی تغییر داده و عشق واقعی را با یک معلم جدید غیر اجتماعی به نام کمال (کان اورگانجی‌اوغلو) پیدا کند.

## بازیگران
- مرت یازیجی‌اوغلو به عنوان سینان
- کوبیلای آکا به عنوان کرم
- آلینا بوز به عنوان ادا
- صلاح‌الدین پاشالی به عنوان عثمان
- ایپک فیلیز یازیجی به عنوان ایشیک
- پینار دنیز به عنوان بورجو
- کان اورگانجی‌اوغلو به عنوان کمال
- مفید کایاجان به عنوان نجدت
- باده ایشچیل به عنوان ایشیک بالغ
- طوبا اونسال به عنوان ادا بالغ

## قسمت‌ها
| شم. | عنوان          | کارگردان      | نویسنده               | تاریخ پخش اصلی |
| --- | -------------- | ------------- | --------------------- | -------------- |
| ۱   | «اولین لحظه»   | احمد کاتیکسیز | مریچ آجمی دستان سدولی | ۲۴ آوریل ۲۰۲۰  |
| ۲   | «تحسین»        | احمد کاتیکسیز | مریچ آجمی دستان سدولی | ۲۴ آوریل ۲۰۲۰  |
| ۳   | «شهوت»         | احمد کاتیکسیز | مریچ آجمی دستان سدولی | ۲۴ آوریل ۲۰۲۰  |
| ۴   | «اشتیاق»       | احمد کاتیکسیز | مریچ آجمی دستان سدولی | ۲۴ آوریل ۲۰۲۰  |
| ۵   | «محبت»         | احمد کاتیکسیز | مریچ آجمی دستان سدولی | ۲۴ آوریل ۲۰۲۰  |
| ۶   | «سرگرمی»       | احمد کاتیکسیز | مریچ آجمی دستان سدولی | ۲۴ آوریل ۲۰۲۰  |
| ۷   | «یک چرخش»      | احمد کاتیکسیز | مریچ آجمی دستان سدولی | ۲۴ آوریل ۲۰۲۰  |
| ۸   | «یک لحظه ویژه» | احمد کاتیکسیز | مریچ آجمی دستان سدولی | ۲۴ آوریل ۲۰۲۰  |

## فیلم‌برداری
عکاسی اصلی برای فصل اول و دوم در دبیرستان فنی و حرفه‌ای آناتولی آکیف تونچل در شیشلی، استانبول انجام شد.

## بازخورد
پیش از آغاز سریال، ادعا می‌شد شخصیت عثمان برای «تبلیغات همجنس‌گرایی» استفاده می‌شود. نتفلیکس این ادعاها را رد کرد. منتقدان که ۸ قسمت اول سریال را تماشا کرده و در اظهارنظرهای خود دربارهٔ آن نوشتند، اظهار داشتند که چنین شخصیتی در این سریال وجود ندارد.
پرونده حقوقی توسط مرکز ارتباطات ریاست جمهوری علیه عشق ۱۰۱ باز شد و پس از آن با تصمیم دادستانی خاطرنشان شد که این سریال بر روی سکویی منتشر شده‌است که برای عموم آزاد نیست و هزینه عضویت را می‌طلبد. مقرر شد که جایی برای تحقیق وجود نداشته باشد، افزود: اعضایی که با اراده خود به این سکو ملحق شده‌اند می‌توانند در مقابل تماشای این سریال با اراده آزاد خود تصمیم بگیرند.